# Симболи Рјуриковича
Током ранога средњег века, Рјуриковичи су били кнезови Кијевске Русије и користили су јединствене симболе за означавање имовинских права над разним предметима. Симболи су приказивани на предметима као што су печати и новчићи. За разлику од западноевропске хералдике, у којој су грбови припадали читавим породицама, или су их наслеђивали прворођени синови, символи Рјуриковича су били лични, при чему је сваки кнез осмишљавао свој амблем за себе.
Данас се ови симболи најчешће везују за државу Украјину која их користи у својим институцијама. Најпознатији је трозубац који се налази у грбу Украјине.

## Слике књазових симбола
- Сребреник Владимира Великога.
- Лични симболи књаза Рјуриковича.

## Назадак личних симбола кнежева
- Острошки грб.
- Грб принчева породице Цзетвертински.
- Грб принчева породице Друци.
- Грб кнезова породице Огинских .
- Грб принчева куће Волконски .
- Грб племићке породице Фиједорович.

## Модерна употреба
Упркос чињеници да су хералдички симболи кнеза Кијевске Русије престали да се користе у 13. веку, у 20. веку су неки од њих поновно почели да се користе у улози грбова и амблема, поготову државе Украјине

### Грб Украјине
- Грб Украјине.

- Мали грб Украјинске Народне Републике .
- Велики грб Украјинске Народне Републике .
- Грб украјинске државе.
- Грб Карпатске Украјине.
- Државни печат украјинске националне владе (1941).